# Surinaamse Citrus Centrale
De stichting Surinaamse Citrus Centrale (SCC) is een Surinaamse overheidsinstelling die op 24 september 1949 werd opgericht om het voortbestaan van de verbouw en export van citrusfruit te waarborgen.
Gerekend van 1960 tot 2017, is jaarlijks tussen de 1.200 en 2.400 hectare van de landbouwgrond in Suriname bestemd voor de verbouw van citrusfruit. Rond 2016 deed de ziekte Huanglongbing (citrus greening) haar intrede in Suriname.
De SCC valt onder het Ministerie van Landbouw, Veeteelt en Visserij. De centrale is tegenwoordig nagenoeg inactief (stand 2019).